# Valle di Pomonte
La valle di Pomonte è il più esteso bacino montano dell'isola d'Elba.

## Geografia
La Valle di Pomonte si sviluppa per 4 km partendo dalla vetta monzogranitica del Monte Capanne (1019 m); inizialmente è composta da due separate vallecole con relativi corsi d'acqua (il Fosso di Guazzaculo e il Fosso Barione) che a circa metà percorso si congiungono alla base del Colle Popoino e del Colle di Tutti per sfociare nel Mar Tirreno presso il paese di Pomonte. Altri corsi d'acqua sono il Fosso della Cerchiaia, il Fosso della Porterogna o Fosso dei Catellacci e il Fosso di Mìnica, insieme alla sorgente di Fonte Brutta. Ad ovest è delimitata da una dorsale comprendente il Monte di Cote, La Tabella e il Monte di San Bartolomeo; ad est è circoscritta dal Malpasso, dai Campitini, dalla Grottaccia, dalle Mure, dal Monte Cenno, dal Monte Orlano e dal Monte Schiappone.
L'alto bacino è caratterizzato da fitta macchia mediterranea composta da Cistus monspeliensis, Erica arborea, Erica scoparia, Arbutus unedo, Quercus ilex e Pancratium illyricum. La parte mediana è coperta da castagneti e, lungo il corso d'acqua, da Alnus glutinosa in associazione con la rara felce Osmunda regalis, Clematis vitalba ed esemplari inselvatichiti di Prunus laurocerasus.

## Storia
Le prime testimonianze di frequentazione umana risalgono al Paleolitico, con ritrovamenti di strumenti litici; all'Età del Bronzo sono datati alcuni villaggi in località Le Mure, Campitini, Caprilacci e San Bartolomeo, facenti parte degli insediamenti protostorici del Monte Capanne. Intorno al 1870 fu rinvenuto nella Valle di Pomonte un ripostiglio con manufatti in bronzo databili al VIII secolo a.C.
Durante il Medioevo, nella zona è attestata la presenza del villaggio di Pedemonte insieme ad alcuni piccoli edifici di culto come la Chiesa di San Benedetto, la Chiesa di San Biagio e la Chiesa di San Bartolomeo.
Nel periodo della seconda guerra mondiale, due caverne della vallata (la Grotta del Santo e la Grotta della Leccia) vennero utilizzate come nascondiglio dalla popolazione di Pomonte.

## Frana del 16 ottobre 1990
Il 16 ottobre 1990 una grande frana di detriti rocciosi cadde dalla sommità delle Mure, passando dal sottostante Fosso di Porterogna (o Fosso di Ménica) e investendo la vallata. La frana mise in luce, nel fondovalle, numerosi resti di antiche ferriere con fornaci per la riduzione del ferro. 

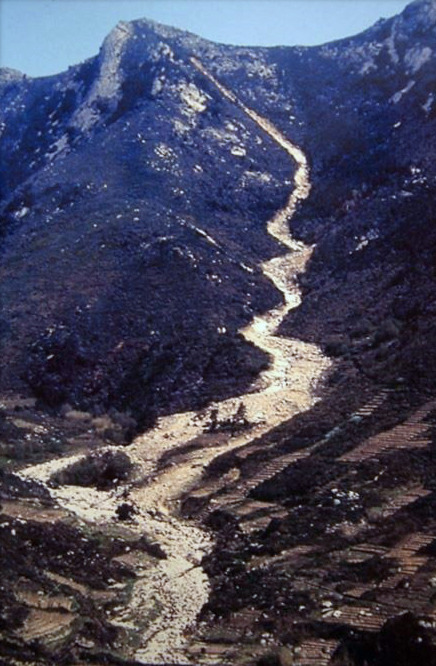
La frana del 16 ottobre 1990

## Comunicazioni viarie
Anticamente l'unica via di comunicazione che univa la Valle di Pomonte con il resto dell'isola era la Via Pomontinca, una mulattiera montana lunga 8 km che si sviluppava tra i paesi di Marciana e Pedemonte.

## Imagazzinirurali
Nella vallata di Pomonte si trovano nove edifici rurali, detti magazzeni o magazzini, edificati sul finire del XIX secolo per servire durante il periodo della vendemmia. Al loro interno, infatti, si trova regolarmente la vasca del palmento per la spremitura dell'uva, oltre ad un camino e, all'esterno, un forno da pane.

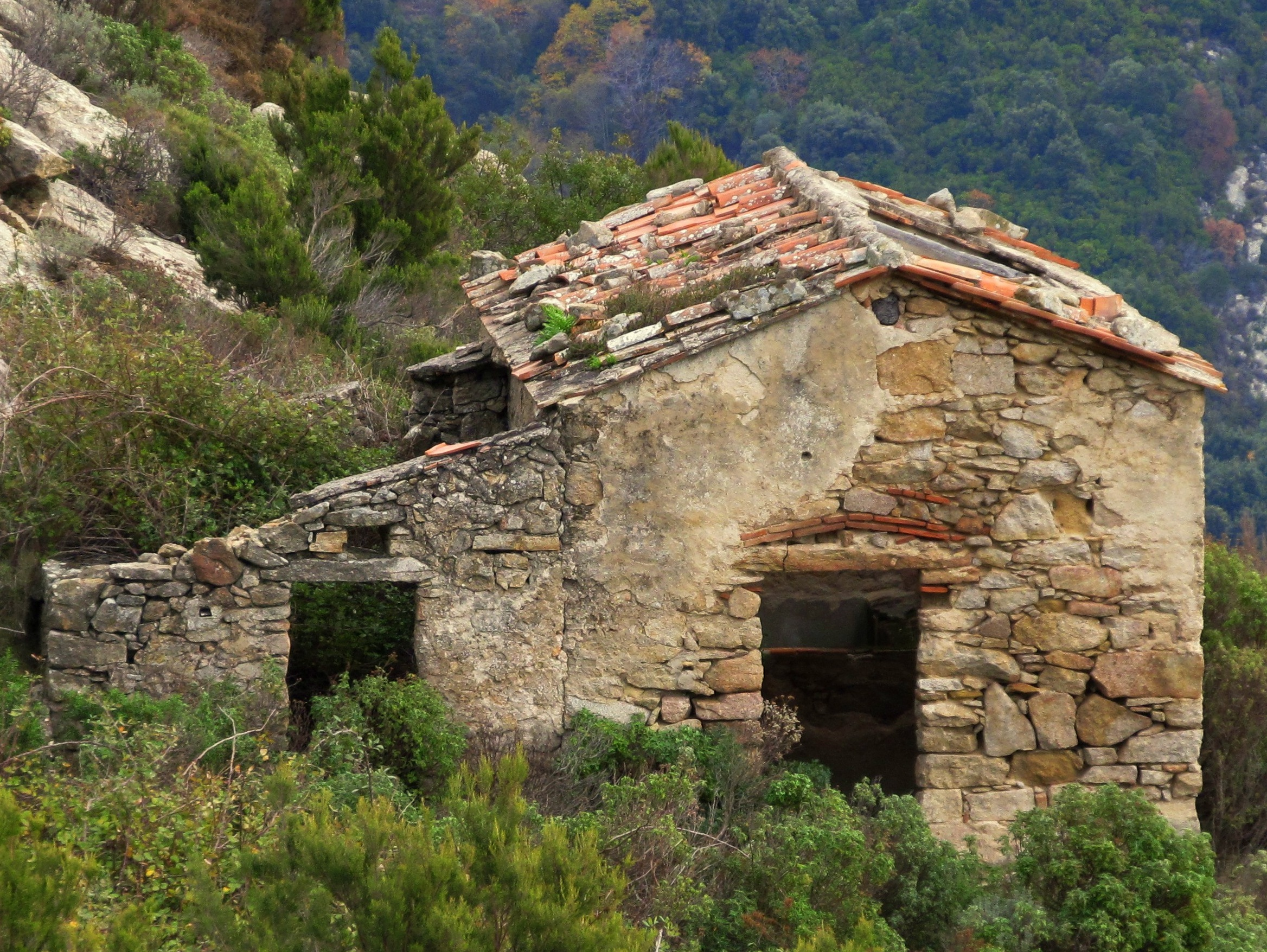
Magazzino della famiglia Ciangherotti
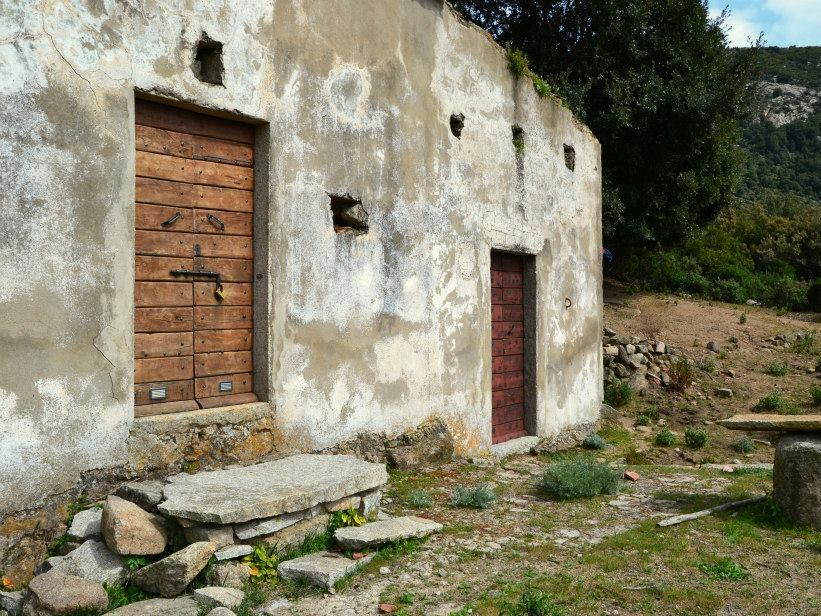
Magazzino del Bindolo (famiglia Vai)
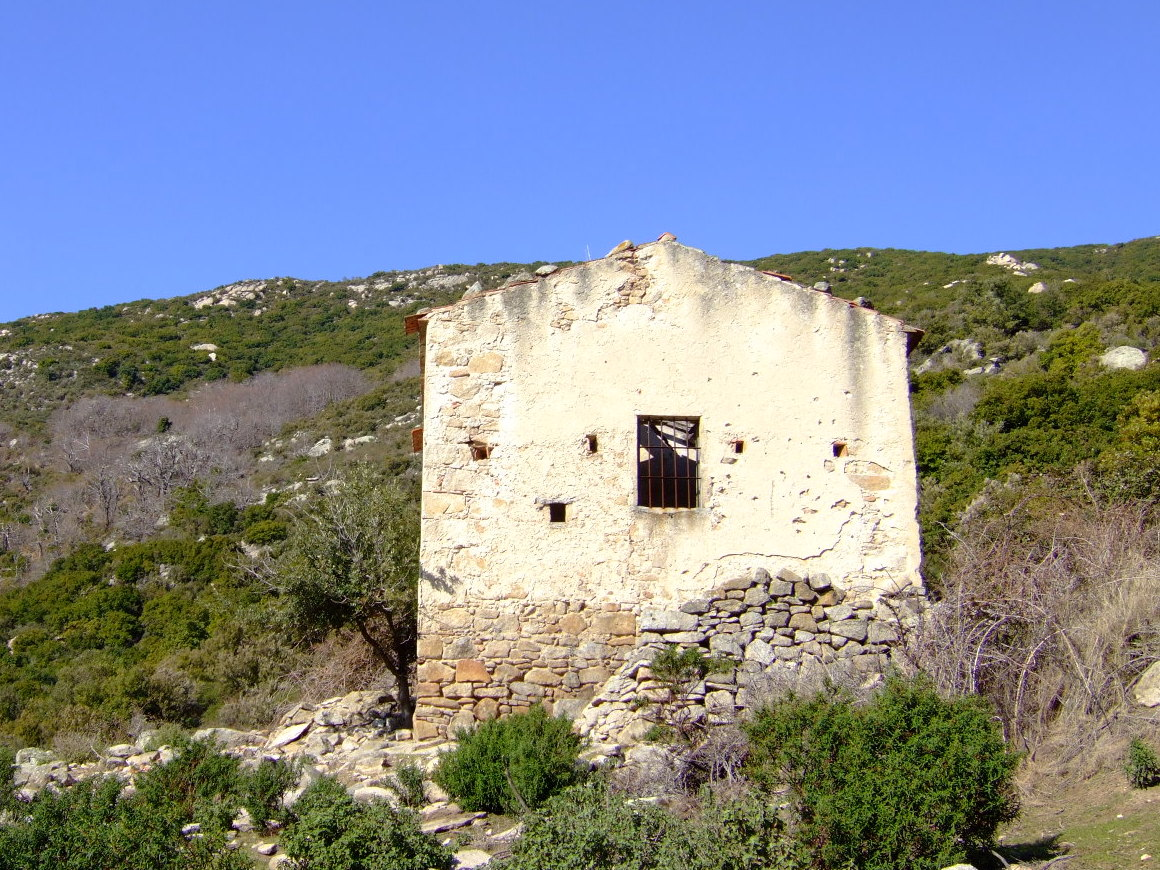
Magazzino della famiglia Lupi
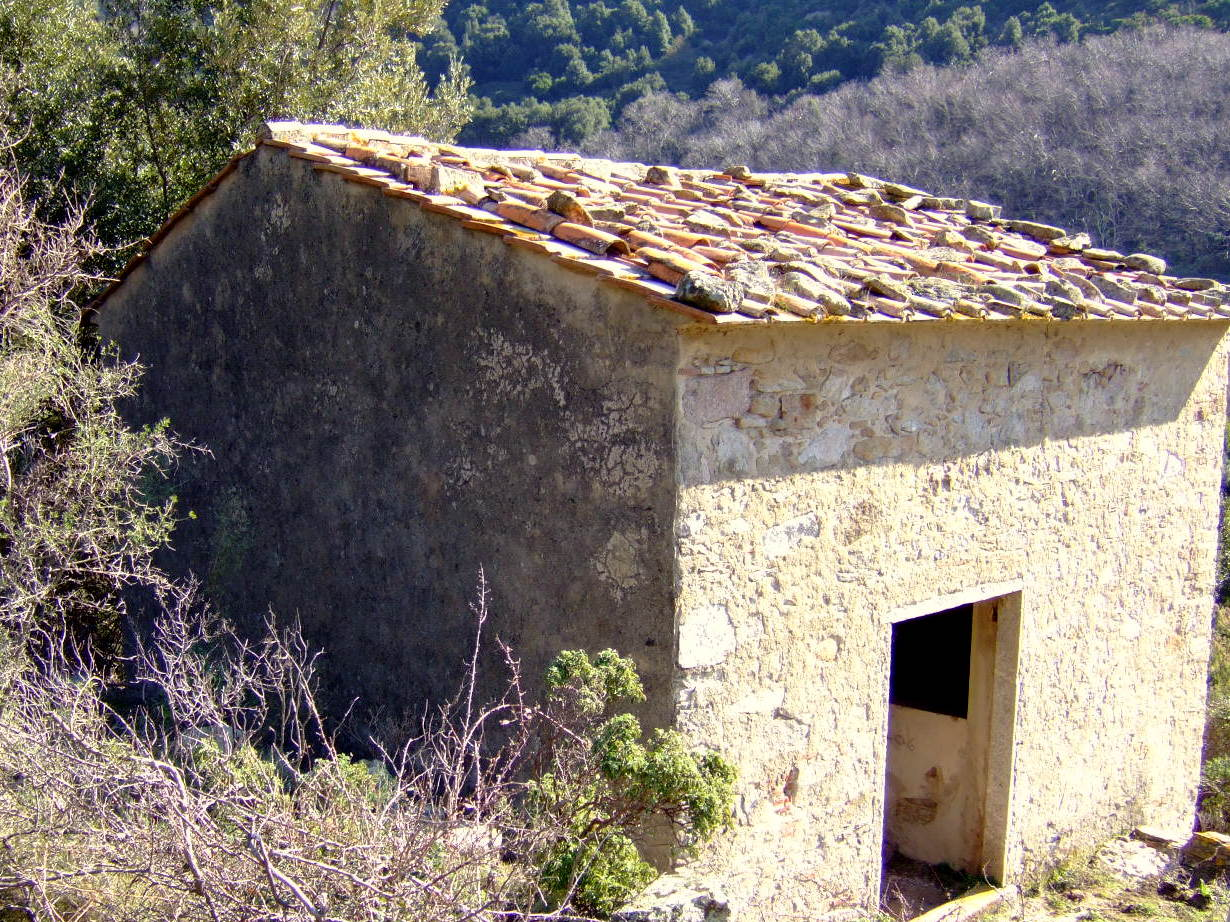
Magazzino della famiglia Galeazzi
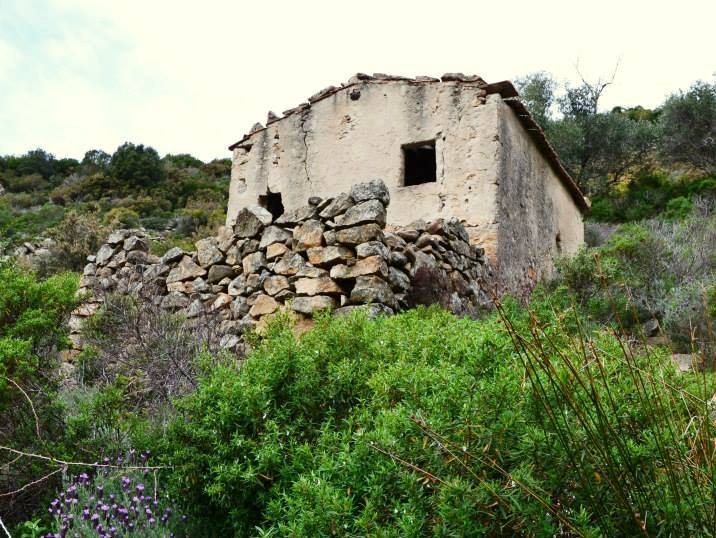
Magazzino della famiglia Gentili
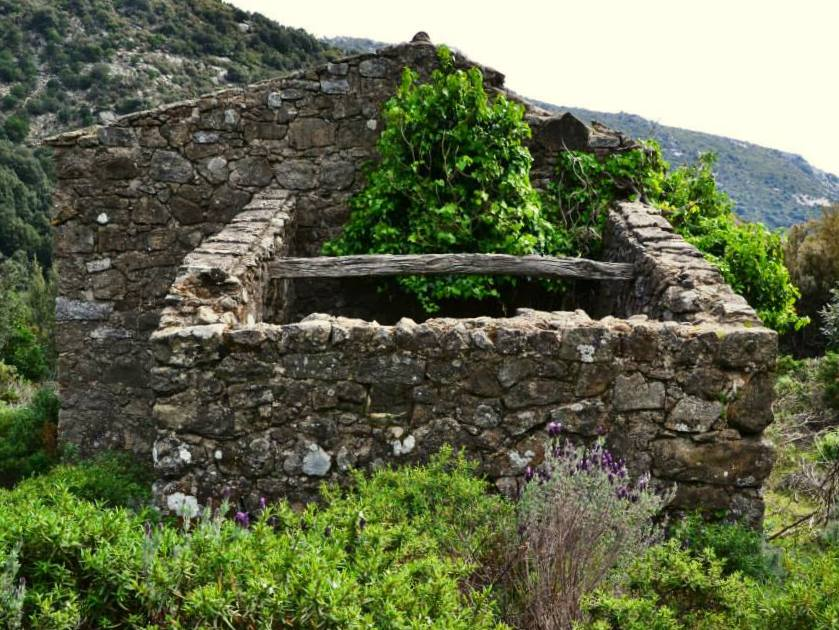
Magazzino della famiglia Testa